# Herb gminy Brudzew
Herb gminy Brudzew – jeden z symboli gminy Brudzew, autorstwa Marka Adamczewskiego, ustanowiony 10 listopada 2004.

## Wygląd i symbolika
Herb przedstawia na tarczy w polu błękitnym srebrny krzyż kawalerski z czterema kulami na jego ramionach.
Pierwszym przekazem źródłowym dotyczącym herbu Brudzewa jest pieczęć władz miejskich Brudzewa z 1620 roku. Nie ulega żadnej wątpliwości, że zasadniczym motywem herbu Brudzewa jest krzyż kawalerski (maltański) i widoczne cztery kule umieszczone na ramionach owego krzyża. Zdaniem historyków ta pieczęć była najlepszym źródłem do opracowania wzoru herbu. Kolejnym elementem był wybór barwy pola tarczy herbowej, pomiędzy błękitem - znakiem religijnym, a czerwienią - symbolem rycerskim. Po przeprowadzeniu rozmów władz gminy Brudzew z przedstawicielami mieszkańców, radnych Rady oraz członków Towarzystwa Przyjaciół Brudzewa stwierdzono, że zdecydowanie więcej argumentów przemawia za wersją z polem błękitnym. Ten kolor i kształt krzyża przyjęto już w nieoficjalnym herbie, który mieszkańcy gminy zaakceptowali i zdążyli już się z nim oswoić. Cztery kule pozwolą także odróżnić herb od herbu Rzeszowa.